# Parafia Najświętszej Maryi Panny Łaskawej w Łodzi
Parafia Najświętszej Maryi Panny Łaskawej w Łodzi – parafia rzymskokatolicka znajdująca się w archidiecezji łódzkiej w dekanacie Łódź-Radogoszcz. 

## Historia
Parafia została erygowana w 1996 roku. Mieści się przy ulicy Goplańskiej. Kościół parafialny w budowie od 1998.

## Proboszczowie
- ks. Romuald Jendraszek (1996– )[1]